# 唐寶鍔
唐寶鍔（1878年—1953年），名宗鎏，字秀峰，廣東香山人。唐紹儀族侄，清末民初政治人物。
光緒二十二年，鄉試中秀才。同年四月，官費赴日留學。光緒二十五年，畢業於日本亦樂書院，擔任清政府駐長崎領事館代理副領事。光緒二十七年，調任東京公使館。光緒三十一年歸國，授游學畢業進士。次年后歷任北洋司法官養成學校監督等職位。宣統三年，擔任唐紹儀參贊。中華民國成立后，擔任北方政府國會眾議員、大總統故為、外交科長等職位。民國十四年致仕。隨後擔任全國律師公會會長，著作有《东语正规》、《日本明治维新概要》等。